# 华南小叶崖豆
华南小叶崖豆（学名：Millettia pulchra var. chinensis）为豆科崖豆藤属下的一个变种。

## 扩展阅读
- 維基物種上的相關：华南小叶崖豆